# Kinner K-5
Der Kinner K-5 ist ein Fünfzylinder-Sternmotor, der bei dem Flugzeug- und Motorenhersteller Kinner Airplane & Motor Corporation in Glendale, Kalifornien ab 1919 entwickelt und gebaut wurde. Der Konstrukteur war Winfield Bert Kinner (1882–1957).

## Geschichte
Der K-5 war ein beliebter Motor für Leichtflugzeuge der Allgemeinen Luftfahrt und wurde mit dem Boom in der zivilen Luftfahrt nach dem Transatlantikflug von Charles Lindbergh  auch in vielen militärischen Schulflugzeugen im Zweiten Weltkrieg verbaut. Der K-5 galt als zuverlässiger Motor. Er und seine Derivate wurden tausendfach produziert, da diese Bauart wesentlich leichter war als vergleichbare Reihenmotoren der damaligen Zeit. Die K-5-Serie wurde auch unter den Bezeichnungen K-5B mit 125 PS, K-5B4 mit 132 PS und K-5R mit 160 PS bis Ende 1946 bei der Kinner Motor Inc gefertigt.
Zahlreiche Kinner K-5 sind noch heute in Oldtimer-Flugzeugen im Einsatz.

## Versionen
K-5B
125 PS (92 kW)
K-5B4
132 PS (97 kW)
K-5R
160 PS (118 kW)

## Technische Daten (Kinner K-5)
Der Zylinderkopf wurde aus Aluminium hergestellt. Die OHV-Ventile jedes Zylinders werden von einer eigenen Nockenwelle betätigt.

### Allgemeine Daten
- Typ: Fünfzylindersternmotor
- Bohrung: 108 mm
- Hubraum: 6,1 Liter
- Länge: 480 mm
- Durchmesser: 1100 mm
- Trockengewicht: 105 kg

### Komponenten
- Ventile: zwei pro Zylinder
- Gemischaufbereitung: Strombergvergaser oder Zenith-Doppelvergaser
- Kraftstoffart: AvGas mit 73 Oktan
- Kühlung: Luft

### Leistungsdaten
- Leistung: 100 PS (74 kW) maximal bei 1810 Umdrehungen pro Minute, 70 PS (51 kW) Reiseleistung bei 1650 Umdrehungen pro Minute
- Kompression: 5,5:1
- Kraftstoffverbrauch: 26 Liter pro Stunde
- Ölverbrauch: 1,2 Liter pro Stunde
- Leistungsgewicht: 0,964 kg/kWh